# 古桑·雪巴
古桑·雪巴（英語：Kushang Sherpa；1965年2月15日—2024年12月7日）是一位印度登山家，1998年成為世界第一位從三個方向登頂珠穆朗瑪峰的登山家
。

## 早期生涯
古桑·雪巴於1965年2月15日出生在喜馬拉雅山脈鄰近馬卡魯峰基地營的一個名為瓦隆瓊果拉的村莊。14歲時第一次離家出走，在一個途經瓦隆的探險隊擔任搬運工。他是世界第一位從三個方向登頂珠穆朗瑪峰的登山家。生前居住於印度西孟加拉邦大吉嶺。

## 成就事蹟
他是世界第一位從三個方向登頂珠穆朗瑪峰的登山家。1993年5月10日，自標準東南山脊路線首度登頂珠穆朗瑪峰。1996年5月17日，自標準東北山脊路線再度登頂。1998年5月28日，再度由標準東南山脊路線登頂。1999年5月28日，由東壁登頂，完成三條路線登頂珠穆朗瑪峰的創舉。

## 外部連結
- 古桑·雪巴自東壁登頂珠峰的圖像